# Marie-Plane
Albums de Julie Bonnie
On est tous un jour de l'air
(2011)
Marie-Plane est le premier album solo de Julie Bonnie sorti le 23 octobre 2001 chez Universal music.

## Pistes
| 1.          | Ma robe de mariée                           | 3 min 45 s |
| 2.          | Rue de Menilmontant                         | 3 min 21 s |
| 3.          | Marie-Plane                                 | 2 min 43 s |
| 4.          | Je reste toute seule                        | 3 min 56 s |
| 5.          | Elle a la joie de vivre                     | 3 min 02 s |
| 6.          | Listen to the wind                          | 3 min 43 s |
| 7.          | Je l'admire (Duo avec Gaëtan Roussel)       | 3 min 08 s |
| 8.          | Thank you                                   | 3 min 40 s |
| 9.          | Do you like my music                        | 4 min 08 s |
| 10.         | Au bord de la mer                           | 3 min 04 s |
| 11.         | Je préfère attendre encore un peu           | 4 min 16 s |
| 12.         | Cousins from England                        | 3 min 31 s |
| 13.         | Hôtel California (Reprise du groupe Eagles) | 4 min 52 s |
| 14.         | Qu'est-ce que j'ai dit                      | 2 min 52 s |
| 50 min 00 s |                                             |            |